# Лібія-зубодзьоб білогорла
Лібія-зубодзьоб білогорла (Tricholaema diademata) — вид дятлоподібних птахів родини лібійних (Lybiidae).

## Поширення
Вид поширений в Східній Африці. Трапляється в Ефіопії, Південному Судані, Уганді, Кенії і Танзанії. Мешкає у відкритих акацієвих лісах та лісистих луках на висоті 600—2100 м над рівнем моря.

## Спосіб життя
Трапляється поодинці або парами. Їжу шукає на корі дерев та вздовж гілок кущів. Раціон складається з фруктів, включаючи кістянки та ягоди, а також комах, таких як жуки та гусениці.